# Italienische Kriegsverbrechen in Jugoslawien
Die italienischen Kriegsverbrechen in Jugoslawien waren Aktionen der italienischen Streitkräfte während des Zweiten Weltkriegs, die gegen internationales Kriegs- und Völkerrecht verstießen.

## Geschichte

Karte Jugoslawiens mit den italienisch annektierten und besetzten Gebieten

Nachdem deutsche und italienische Verbände im April 1941 Jugoslawien überfallen hatten, formierten sich dort umgehend Partisanen- und andere Widerstandsgruppierungen, gegen die deutsche wie italienische Streitkräfte mit äußerster Brutalität vorgingen. In den slowenischen und kroatischen Besatzungsgebieten der 2. italienischen Armee führte die italienische Militärführung auf Befehl und mit nachhaltiger Unterstützung des faschistischen Regimes eine rassisch begründete Kolonialisierungspolitik durch. Eingedenk der früheren venezianischen Herrschaft in Istrien und Dalmatien und angesichts der italienischen Bevölkerungsgruppe, die sich dort in den Städten konzentrierte und seit Jahrhunderten Wirtschaft und Handel dominierte, hatte das faschistische Regime bereits seit den 1920er Jahren versucht, in den 1919 gewonnenen Gebieten Julisch Venetiens die auf dem Land lebende slawische Bevölkerung zu italianisieren. Diese Politik wurde ab 1941 von der 2. italienischen Armee massiv ausgeweitet. Neben dem Kampf gegen Widerstandsgruppen und Partisanen konzentrierte sich die italienische Besatzungsmacht insbesondere auch auf den Kampf gegen Kommunisten und antiitalienische Nationalisten, die ihrerseits schon vor 1919 für eine Grenze am Tagliamento und für eine ethnische Säuberung Julisch Venetiens gekämpft hatten.
Nach der Besetzung Jugoslawiens setzte die 2. italienische Armee eine systematische Ausbeutung der slowenischen und kroatischen Bevölkerung in Gang. Insbesondere Arbeitslose und Studenten wurden der organisierten Zwangsarbeit zugeführt. Die Landbevölkerung setzte man einer Aushungerungspolitik aus, indem man ihr bis auf das Überlebensnotwendigste alles nahm. Partisanen, „Aufständische“ und „Kriminelle“ wurden in der Regel an Ort und Stelle erschossen, wobei es nicht selten zu zusätzlichen Repressalien gegen Zivilisten kam. Die Befehlshaber der 2. italienischen Armee, die Generale Vittorio Ambrosio und Mario Roatta gaben in diesem Zusammenhang detaillierte schriftliche Anweisungen wie das berüchtigte Circular C3. Dort wurde u. a. auch festgelegt, dass Dörfer, die Partisanen unterstützten oder sich am bewaffneten Widerstand gegen die Besatzungsmacht beteiligten, rücksichtslos niederzubrennen waren. Diese Dörfer und ihre Felder konnten beschlagnahmt und italienischen Siedlern zuerkannt werden. Sofern „Aufständische“ und „Kriminelle“ bzw. ihre „Begünstiger“ nicht an Ort und Stelle umgebracht wurden, kamen sie im Rahmen massiver Deportationen in Konzentrationslager, die die 2. Armee in Dalmatien und Italien errichtete. Dort kamen wegen der systematischen Aushungerungspolitik tausende Menschen ums Leben.

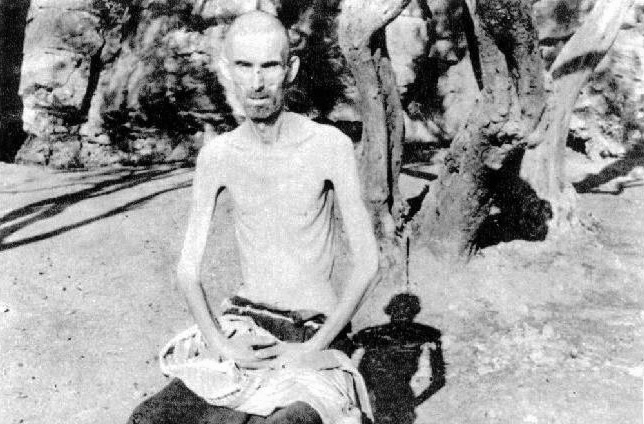
Häftling im Konzentrationslager Rab, September 1943

Konzentrationslager der 2. italienischen Armee:
- Konzentrationslager Chiesanuova bei Padua
- Fiume/Rijeka (Laurana/Lovran, Buccari/Bakar)
- Konzentrationslager Kraljevica (Porto Ré)
- Konzentrationslager Gonars bei Palmanova
- Konzentrationslager Monigo bei Treviso
- Konzentrationslager Rab
- Konzentrationslager Renicci bei Arezzo (Zwangsarbeit)
- Konzentrationslager Visco bei Palmanova

Am 12. Januar 1942 erließ Alessandro Pirzio Biroli für das besetzte Montenegro den Befehl, für jeden getöteten italienischen Soldaten oder verwundeten Offizier 50 Geiselerschießungen sowie für jeden verwundeten Soldaten 10 Geiselerschießungen durchführen zu lassen.
Insgesamt hatten diese Konzentrationslager wahrscheinlich etwa 25.000 Insassen. Nach dem italienischen Waffenstillstand vom 8. September 1943 wurden sie alle aufgelöst.
Sofern es nicht zu Deportationen kam, wurden Widerstandskämpfer und Verdächtige von militärischen Sondergerichten in Schauprozessen (i. d. R. zum Tode) verurteilt, um dem Vorgehen der 2. Armee wenigstens den Anschein der Legalität zu geben.

## Aufarbeitung
Nach Beschluss der AVNOJ (Antifaschistischer Rat der Nationalen Befreiung Jugoslawiens) wurde 1943 die Staatliche Kommission zur Feststellung von Verbrechen der Okkupanten und ihrer Helfer nach sowjetischem Vorbild gegründet, um Kriegsverbrechen zu dokumentieren und Informationen über Verantwortlichkeiten zu Straftaten wie Mord, Körperverletzung, Raub, Vertreibung und Aussiedlung zu sammeln. Unmittelbar nach der Kapitulation Italiens 1943 wurden 500 bis 700 Repräsentanten des faschistischen Regimes in der ersten Phase der Foibe-Massaker von den jugoslawischen Partisanen in einer Flut von Verhaftungen und Prozessen gegen „Volksfeinde“ und „Faschisten“ umgebracht. Es traf Täter sowie Mitglieder und Funktionäre der faschistischen Partei. Hauptsächlich betroffen war die italienische Oberschicht, die nicht mit den Kommunisten sympathisierte. Nach dem Krieg versandeten alle Bemühungen, die italienischen Kriegsverbrecher zur Rechenschaft zu ziehen. Das von den Westalliierten erstellte und 1947 konsolidierte Verzeichnis CROWCASS mutmaßlicher Kriegsverbrecher umfasste ca. 800 Namen italienischer Soldaten, Offiziere und Generäle (sowie Handlung, Ort und Zeitpunkt), deren Auslieferung von Jugoslawien vergeblich verlangt wurde. Die Alliierten behinderten de facto alle jugoslawischen Bemühungen in dieser Richtung und auch die italienische Justiz brachte es trotz mancher öffentlicher Forderung nicht fertig, diese Kriegsverbrechen aufzuarbeiten.
Durch den Brava-Gente-Mythos waren die in Jugoslawien begangenen Kriegsverbrechen in Italien lange Zeit kaum bekannt.